# Propiolakton
Propiolakton, BPL – organiczny związek chemiczny z grupy laktonów, będący laktonem kwasu 3-hydroksypropionowego.